# Euchlaena propriaria
Euchlaena propriaria là một loài bướm đêm trong họ Geometridae.